# Auburn (Nowy Jork)
Auburn – miasto w Stanach Zjednoczonych, w stanie Nowy Jork, siedziba administracyjna hrabstwa Cayuga.